# Branta bernicla

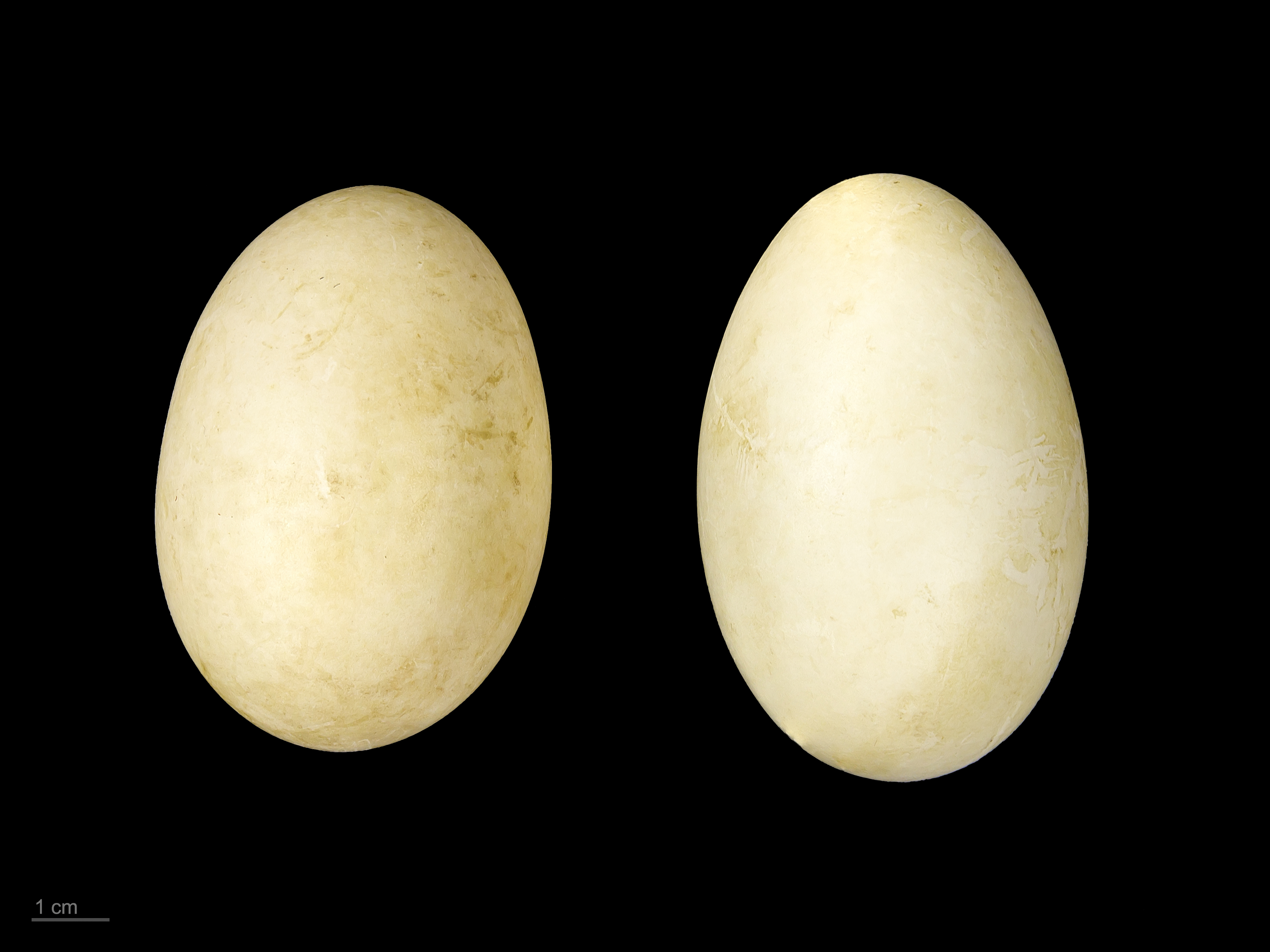
Branta bernicla

L'oca colombaccio (Branta bernicla Linnaeus, 1758) (G.U. delle Comunità europee N. L 319 / 3 DIRETTIVA DEL CONSIGLIO del 19 ottobre 1981 (81/854/CEE) che adatta la direttiva (79/409/CEE) concernente la conservazione degli uccelli selvatici), è un uccello della famiglia Anatidae.

## Descrizione
L'oca colombaccio è la più piccola delle cosiddette oche nere (genere Branta), caratterizzate da un disegno bianco e nero (talvolta comprendente anche altri colori) sulla testa e sul collo, diverso da specie a specie. Raggiunge un massimo di 65 centimetri di lunghezza. Per quel che riguarda il piumaggio, il suo aspetto è molto simile a quello della più nota oca del Canada; se ne distingue tuttavia facilmente per le dimensioni nettamente inferiori e per il fatto che il segno bianco sul sottogola, grande ed evidente nella specie americana, in questa specie è appena accennato. Anche la colorazione della parte anteriore è diversa, in quanto nell'oca colombaccio il nero del collo si prolunga a coprire tutto il petto, che è invece candido nell'oca canadese.

## Distribuzione e habitat
A differenza di altre oche, più legate alle praterie umide e ai laghi, l'oca colombaccio è un uccello prettamente marino. I siti di nidificazione comprendono due aree geografiche distinte, l'una situata sulle coste della Siberia orientale e l'altra nell'alto Atlantico (Groenlandia, isole Svalbard e Canada orientale. Entrambe le popolazioni svernano sulle coste del Mare del Nord e del Mar d'Irlanda, in gruppetti sparsi che, poco prima di intraprendere la migrazione, si riuniscono in stormi numerosi.